# SNCF BB 67300 sorozat
Az SNCF BB 67300 sorozat egy francia B-B tengelyelrendezésű dízelmozdony-sorozat. 1967 és 1979 között összesen 90 db-ot gyártott az Brissonneau and Lotz az SNCF részére. A
Az SNCF BB 67000 sorozatú  dízelmozdonyok továbbfejlesztett változata villamos vonatfűtéssel és háromfázisú vontatómotorokkal. Vegyes forgalmi mozdonyként tervezték, húsz mozdony alkalmas az ingavonati közlekedésre.

## Lásd még
- TCDD DE 24 000
- Alstom AD24C